# David Quiroz
David Quiroz (Guayaquil, Provincia del Guayas, Ecuador, 8 de septiembre de 1982) es un exfutbolista ecuatoriano. Se desempeñaba como volante mixto.
Se inició en un pequeño club de la AsoGuayas de la Segunda Categoría llamado Sur y Norte. En el 2001 fue vendido a El Nacional de Quito. Ese mismo año logra debutar en Primera División. Esa temporada y la siguiente estuvo alternando entre el primer equipo y la Sub-20. Con ese club fue campeón en el Clausura del 2005 y el Campeonato del 2006, y comenzaba a destacarse en su país. 
En el 2008 es prestado al Barcelona Sporting Club. El 2009 es fichado por el Club Sport Emelec, donde permanece hasta el diciembre del 2011. Para el 2012 sus derechos deportivos son adquiridos por Club Atlante, club que lo cede por un año a préstamo a Liga de Quito.
El 2014 pasa a Centro Deportivo Olmedo.

## Selección nacional
Ha sido internacional con la Selección de fútbol de Ecuador en 25 ocasiones. Su debut fue contra la Selección de México el 10 de marzo de 2004 en un partido amistoso jugado en Tuxtla Gutiérrez.

## Clubes
| Club                 | País    | Año         |
| -------------------- | ------- | ----------- |
| El Nacional          | Ecuador | 2001 - 2007 |
| Barcelona            | Ecuador | 2008        |
| Emelec               | Ecuador | 2009 - 2011 |
| Liga de Quito        | Ecuador | 2012        |
| Atlante FC           | México  | 2012 - 2013 |
| Deportivo Quito      | Ecuador | 2013        |
| Olmedo               | Ecuador | 2014        |
| Guayaquil Sport Club | Ecuador | 2016 - 2018 |
| CD Juventud Italiana | Ecuador | 2019        |

## Palmarés

### Campeonatos nacionales
| Título                        | Club        | País    | Año  |
| ----------------------------- | ----------- | ------- | ---- |
| Serie A de Ecuador (Clausura) | El Nacional | Ecuador | 2005 |
| Serie A de Ecuador            | El Nacional | Ecuador | 2006 |